# افسانه‌های قلعه
افسانه‌های قلعه (به انگلیسی: Stronghold Legends) یک بازی ویدئویی به سبک استراتژی هم‌زمان است که استودیو فایرفلای توسعه یافته و به‌وسیلهٔ ۲کی در سال ۲۰۰۶ منتشر شده‌است. این عنوان، چهارمین بازی در مجموعه قلعه است. در این نسخه از بازی علاوه بر نیزه‌داران، کمانداران و سایر نیروهای نظامی، غول‌ها و موجوداتی تخیلی چون اژدها در میادین جنگ و درگیری وجود دارند.

## روند بازی
در این قسمت برخلاف نسخه‌های پیشین سه داستان متفاوت وجود دارد که بازیباز به انتخاب خود می‌تواند سه گروه آرتور، یخ (دیتریک) و شیطان (ولاد سوم) را انتخاب کند و آن را پیش ببرد. تمام داستان‌های این قسمت برگرفته از افسانه‌های مشهور اروپا هستند.

این نسخه بیشتر بر جنگ و حماسه آفرینی تمرکز کرده‌است بنابراین سازندگان بخش اقتصادی را در این بازی حذف کرده‌اند.
هر گروه قدرت‌ها و گروه‌های منحصر به فرد خود را دارد که قدرت‌های آنان فراتر از نیروهای عادی است این قدرتها و سربازان افسانه‌ای در مراحل و بازی انتخابی می‌توانند به بازیباز کمک کنند یا مانعی برای رسیدن وی به پیروزی شوند.
همانند نسخه‌های پیشین این بازی بر مدیریت منابع و منابع مالی تمرکز دارد. بازیباز باید بتواند هزینه‌های لازم (مانند طلا یا مواد خام) را تأمین کند و با ساخت کارگاه‌ها محصولات (مانند غذا، سلاح، یا مواد خام دیگر) را تولید کند و در نتیجهٔ آن اعتبار یا رضایت مردم خویش را جلب کند و به قدرت خویش بیفزاید؛ بازیباز موظف است با دفاع از قلعه و مردم خویش این چرخه را تا پایان مرحله یا پیروزی کامل بر سایر دشمنان حفظ کند.
یکی از راه‌های افزایش اعتبار، طلا و مواد اولیه فتح ایالت‌های موجود در نقشه است که با فرستادن نیرو به ایالت‌های مورد نظر می‌توان آن‌ها را تسخیر کرد و مردم محلی، علاوه بر اعتبار، ماهیانه محصولاتشان را به قلعه مرکزی ارسال کنند بازیباز می‌تواند محصول مورد نظرش را درخواست کند. البته بازیباز باید بتواند از این ایالات محافظت کند در غیر این صورت در اختیار دشمن قرار می‌گیرند. این قابلیت از نسخهٔ قلعه ۲ با تغییراتی در آن به این نسخه منتقل شد.
علاوه بر بخش داستانی بخش انتخابی وجود دارد که بازیباز می‌تواند گروه خود (خوب، شیطانی، یخی)، دشمنان و متحدان خویش را انتخاب کند و با آنان مبارزه نماید. بازیباز از هر گروهی که باشد می‌تواند هر گروه را انتخاب کند مثلاً اگر خود بازیکن به گروه یخ تعلق دارد می‌تواند متحدی از گروه آرتور داشته باشد.
این بخش خود شامل دو قسمت است که در قسمت مسابقه مرگ (Deathmatch) بازیکن باید بتواند تمام دشمنان خویش را به تنهایی یا با کمک متحد یا متحدان خود شکست دهد. در قسمت پادشاه تپه‌ها (King of Hills) برای پیروزی، بازیکن و متحدان وی باید بتوانند یک دایرهٔ سنگی در بالای یک تپه را تصرف کنند و برای مدت معینی آن را در اختیار داشته باشند. این مدت توسط بازیباز می‌تواند تغییر کند.

### بخش چند نفره
بخش چندنفرهٔ بازی در نسخه‌های اولیه ۱٫۰ و ۱٫۱ وجود نداشت تا اینکه در بسته‌های الحاقی این قابلیت به بازی افزوده شد. این بخش همانند بخش انتخابی در بخش تک نفره است و بازیباز می‌تواند علاوه بر انتخاب متحد انسانی، یکی از شش شخصیت بازی را انتخاب کند.

## بازخورد
| گردآورنده | امتیاز |
| --------- | ------ |
| متاکریتیک | 57/100 |

| ناشر                     | امتیاز |
| ------------------------ | ------ |
| سی‌جی‌ام                   | [ ۲ ]  |
| یوروگیمر                 | 6/10   |
| گیم‌اسپات                 | 4.3/10 |
| گیم‌اسپای                 | [ ۵ ]  |
| گیم‌زون                   | 6.8/10 |
| آی‌جی‌ان                   | 5.7/10 |
| پی‌سی گیمر (بریتانیا)     | 72%    |
| پی‌سی گیمر (ایالات متحده) | 59%    |
| VideoGamer.com           | 7/10   |
| ایکس پلی                 | [ ۱۱ ] |
| The Times                | [ ۱۲ ] |